# Filialkirche St. Elisabeth (Sengenthal)

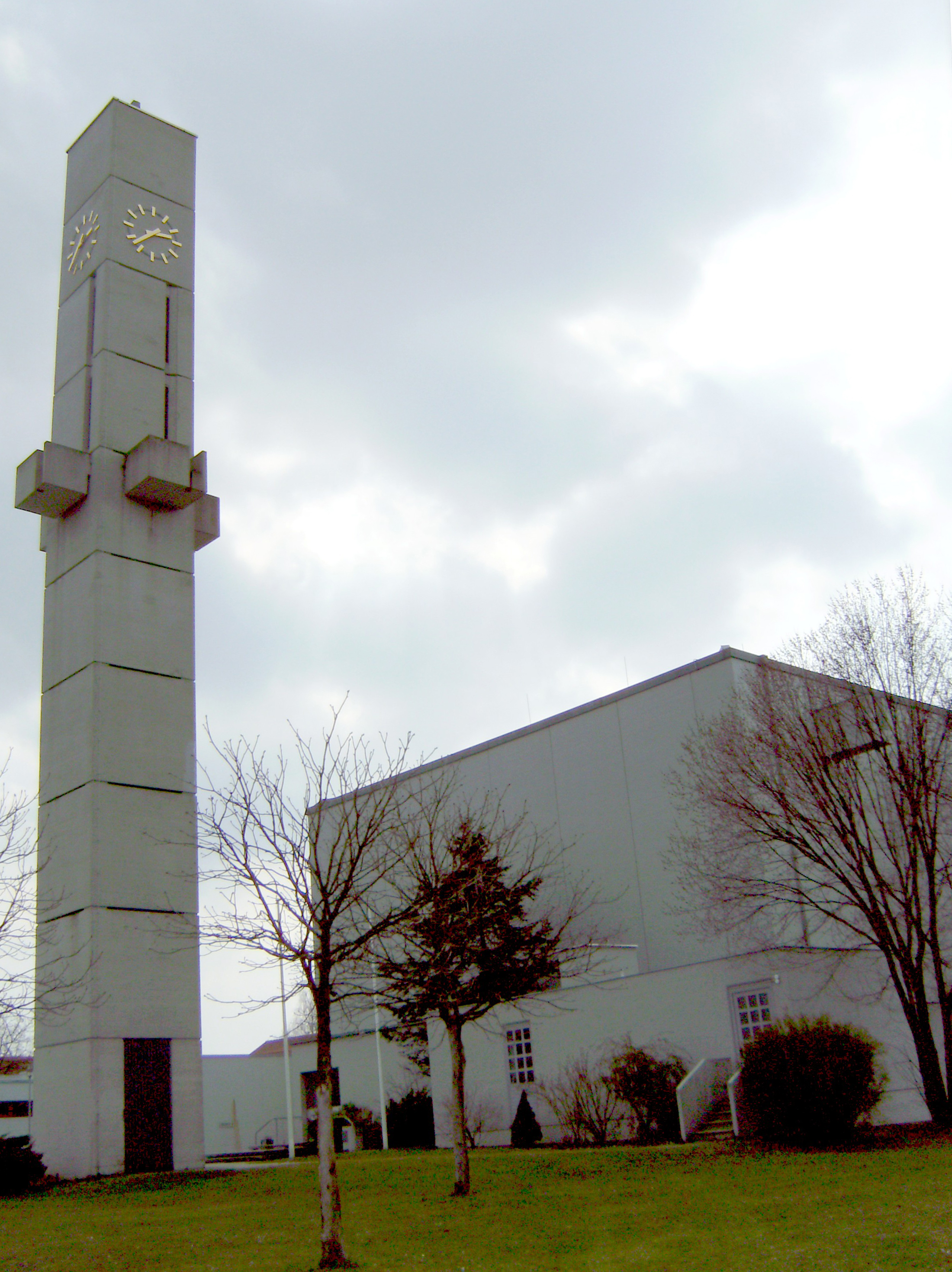
Filialkirche St. Elisabeth, Sengenthal

Die Filialkirche St. Elisabeth ist die katholische Dorfkirche von Sengenthal (Oberpfalz). Der moderne Kirchenbau wurde in den Jahren 1966/67 errichtet.
Der im Jahr 1961 von Tilly Behringer gegründete Kirchenbauverein sammelte fast 75.000 DM. Am 13. Dezember 1965 vollzog Hans Walter Behringer den ersten Spatenstich. Die Grundsteinlegung für den Kirchenbau fand am 16. Oktober 1966 statt. Abt Paulus Heinz aus dem Kloster Plankstetten weihte ihn ein Jahr später am 19. November 1967 und unterstellte ihn dem Patrozinium der heiligen Elisabeth. Ursprünglich war in Sengenthal auch ein Pfarrhof geplant, dieser Bau wurde allerdings nicht ausgeführt.
Nach Plänen des ausführenden Architekten Franz Xaver Gärtner entstand im Zentrum des Ortes aus Fertigteilen ein 20 m × 20 m großer Betonkubus. Im Innenraum ist die Kirchengemeinde in einem offenen Kreis um den zentralen Altar mit Reliquien der Heiligen Verecundus und Viktorina gruppiert. Lichtquellen sind vier im Dach eingefügte Kuppeln aus Plexiglas.
Der Architekt hat sich bei der räumlichen Konzeption von den Ergebnissen des Zweiten Vatikanischen Konzils leiten lassen: Der Altar ist Mittelpunkt des Kirchenraumes. In der Kirche sollte man abgeschirmt von der Außenwelt sein, sie sollte den Gehetzten unserer Zeit Zuflucht werden, so Abt Paulus in der Predigt bei der Weihe.
Östlich der Kirche steht ein etwa 30 Meter hoher, schlanker Glockenturm. Im Jahr 1977 erhielt er drei Glocken (h´-d´´-e´´) aus der Gießerei Heidelberg und 1978 eine Turmuhr.
Die Kirche von Sengenthal ist Filiale der Pfarrei Reichertshofen.